# Hartland (Connecticut)
Hartland es un pueblo ubicado en el condado de Hartford, en el estado de Connecticut, en Estados Unidos. En el año 2005, tenía una población de 2082 habitantes, y una densidad poblacional de 24 hab./km² (habitantes por kilómetro cuadrado).

## Geografía
Hartland se encuentra ubicado en las coordenadas 42°00′18″N 72°50′25″O / 42.00500, -72.84028.

## Demografía
Según la Oficina del Censo, en 2000 los ingresos medios por hogar en la localidad eran de $64 674, y los ingresos medios por familia eran de $66 164. Los hombres tenían unos ingresos medios de $48 309, frente a los $31 321 de las mujeres. La renta per cápita para la localidad era de $26 473. Alrededor del 2.1 % de la población estaban por debajo del umbral de pobreza.